# Jorge Serna Bardavío
Jorge Serna Bardavío, (nacido el 24 de junio de 1979 en Zaragoza, Aragón) es un entrenador de baloncesto español que actualmente dirige al Club Baloncesto Clavijo de la Liga LEB Plata.

## Trayectoria deportiva
Comenzó en los banquillos desde muy joven,  más tarde entrenaría a diferentes clubes de baloncesto en categorías inferiores como C.B.Monzón, CAI Zaragoza, Plus Pujol Lleida, C.B. Pardinyes, entre otros, con diferentes edades (desde minibasket hasta seniors) y ambos géneros. 
Gracias a su formación como docente ha colaborado con la Federación Española de Baloncesto, la Federación Catalana de Baloncesto y la Federación Aragonesa de Baloncesto tanto en cursos de entrenador como con selecciones (Primer Entrenador de Selección Aragonesa Infantil Femenino, Primer Entrenador de Selección Aragonesa Cadete Masculino y Preparador físico en Selecciones nacionales U-12, U-13).
En la temporada 2016-17 se enrolaría en la estructura del Força Lleida de la Liga LEB Oro para desarrollar en el club funciones de preparación física, analista de vídeos y segundo entrenador, durante dos temporadas, hasta que en 2018, tras la destitución de Borja Comenge, se hace cargo del primer equipo del Força Lleida Club Esportiu de la Liga LEB Oro, dirigiéndolo durante 7 partidos y evitando el descenso de categoría.
En la temporada 2018-19, es nombrado entrenador principal del Força Lleida de la Liga LEB Oro.
En la temporada 2020-21, se hace cargo del Club Baloncesto El Olivar de Liga EBA, al que dirige durante tres temporadas.
El 21 de noviembre de 2023, firma por el Club Bàsquet Tarragona de la Liga LEB Plata en sustitución de Noé Monroy, con el que descendería de categoría y finalizaría su contrato al término de la temporada. 
El 28 de julio de 2024, firma por el Club Baloncesto Clavijo de la Liga LEB Plata.

## Trayectoria
- Club Baloncesto Mollerusa. Liga EBA. (2004-2005). Segundo entrenador.
- Plus Pujol Lleida.Liga LEB Oro. (2005-2007). Segundo entrenador y preparador físico.
- Lleida Bàsquet. Primera Categoría Catalana. (2007-2008). Primer entrenador.
- Club Baloncesto Monzón. Liga EBA. (2008-2011). Primer entrenador.
- Club Basquet Pardinyes. Primera Categoría Catalana. (2011-2012). Primer entrenador.
- Club Basquet Pardinyes. Liga EBA. (2012-2014). Primer entrenador.
- CAI Zaragoza, categoría infantil. (2014-2015). Primer entrenador.
- Club Basquet Pardinyes. Liga EBA. (2015-2016). Primer entrenador.
- Força Lleida Club Esportiu.Liga LEB Oro. (2016-2018). Segundo entrenador y preparador físico.
- Força Lleida Club Esportiu.Liga LEB Oro. (2018-2019). Primer entrenador.
- Casademont Zaragoza.Junior Masculino A. (2019-2020). Primer entrenador.
- Club Baloncesto El Olivar. Liga EBA. (2020-2023). Primer entrenador.
- Club Bàsquet Tarragona. Liga LEB Plata. (2023-2024). Primer entrenador.
- Club Baloncesto Clavijo. Liga LEB Plata. (2024-2025). Primer entrenador.